# 재니스 겔러웨이

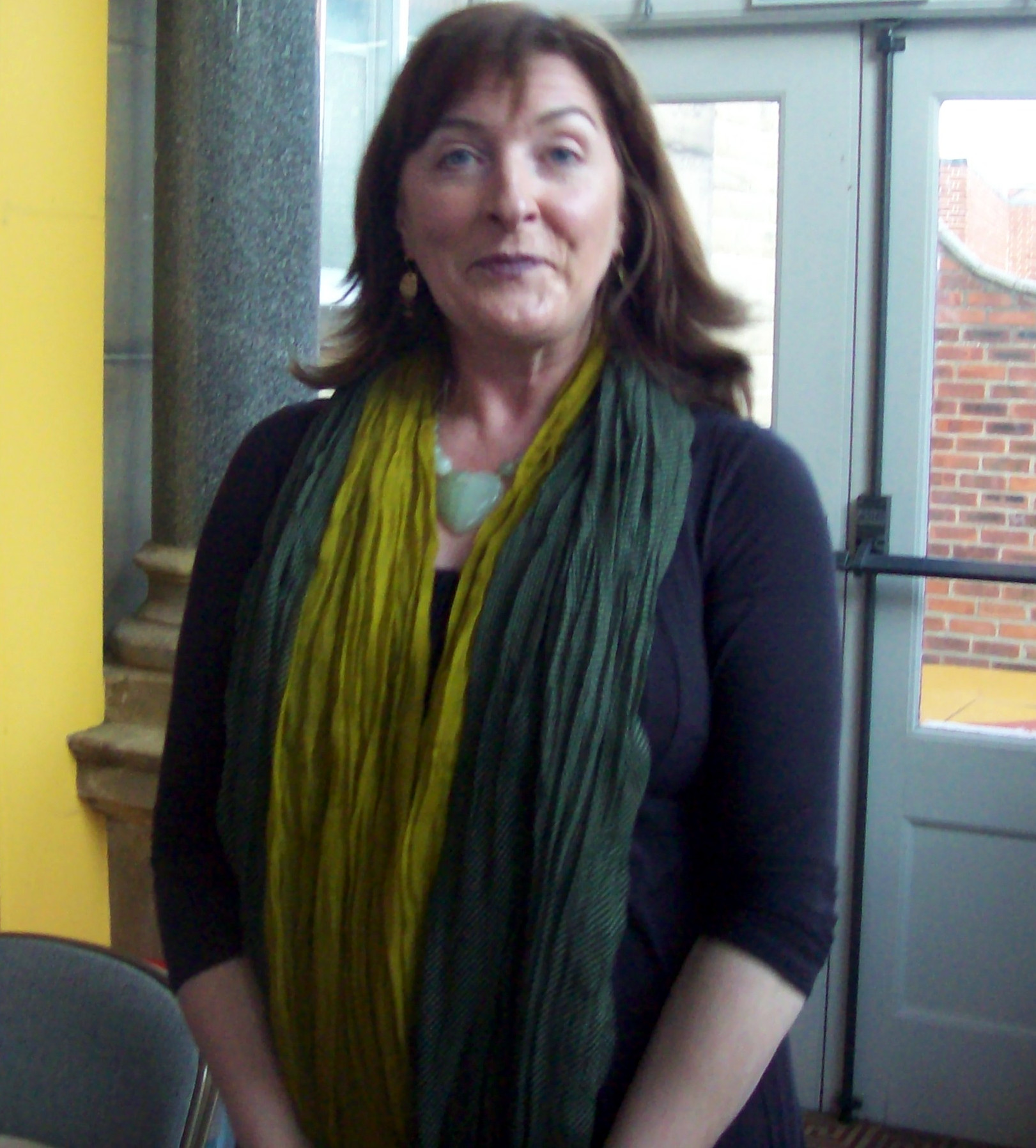

재니스 겔러웨이(Janice Galloway, 1955년~ , 스코틀랜드 Saltcoats에서 태어남)는 소설가이자 시인이다.

## 생애
재니스 겔러웨이는 제임스 겔러웨이(James Galloway)와 자넷 클라크 맥브라이드(The Trick is to Keep Breathing)의 둘째 딸로 태어났다. 그녀가 4살 때 부모는 헤어졌고 6살에 아버지를 여의었다. 당시 16살 동생 노라는 2000년에 죽었다. 그녀는 음악과 영어(Music and English)를 글래스고 대학교에서 읽은 뒤 10년 동안 학교 선생으로 일하다가 글쓰기로 전향하였다.

## 작품

### 소설
- The Trick is to Keep Breathing (1989년)
- Foreign Parts (1994년)
- Clara (2002년) (클라라 슈만의 생애를 기반)

### 짧은 이야기 모음
- Blood (1991년)
- Where You Find It (1996년)
- "Collected Stories" (2009년)

등의 명문집 (1990년 이후)

### 시집
- Boy Book See (2002년)

### 기타 텍스트
- This is Not About Me (2008년)
- Pipelines (2000년)
- Rosengarten (2004년)
- Chute (1998년)
- Monster (2002년)

## 참고 문헌
- Bernard Sellin (coord.), Voices from Modern Scotland: Janice Galloway, Alasdair Gray, CRINI (Centre de Recherche sur les Identités Nationales et l'Interculturalité), Nantes, 2007, 143 p., ISBN 2-916424-10-5.